# Khaled Khalifa
Khaled Khalifa (in arabo خالد خليفة‎?; Aleppo, 1º gennaio 1964 – Damasco, 30 settembre 2023) è stato uno scrittore, poeta e sceneggiatore siriano, nominato tre volte e due volte selezionato per l'International Prize for Arabic Fiction. Le sue opere sono state spesso critiche nei confronti del governo baathista siriano e sono state quindi bandite nel paese.

## Biografia
Nato nel villaggio di Maryamin, vicino alla città di Aleppo, il 1º gennaio 1964 in una famiglia impegnata nella coltivazione dell'olivo e nella produzione di olio d'oliva, nonché nel commercio di pezzi di ricambio per camion, automobili e macchine agricole. Era il quinto figlio in una famiglia di nove maschi, quattro femmine, due madri e un padre che lavorò come poliziotto fino al suo pensionamento nel 1965. Studiò nella città di Aleppo, dove allora risiedeva la famiglia, e si diplomò alla Al -Mutanabbi High School nel 1982. Ha continuato i suoi studi presso l'Università di Aleppo lareandosi in Giurisprudenza nel 1988. 
Già all'età di quindici anni ha iniziato a coltivare l'interesse per la letteratura pubblicando le sue poesie sul quotidiano siriano baathista Al-Thawra. Ha anche partecipato al Forum dell'Università di Aleppo, uno dei festival letterari più famosi in Siria.Questa celebrazione attirò un vasto pubblico di studenti e gente della città, prima che le autorità la chiudessero nel 1988, con il pretesto che i politici dell'opposizione di sinistra usavano la sua piattaforma per pubblicizzare le loro idee. 
Sceneggiatore per il cinema e la televisione, è stato tra i fondatori della rivista culturale Aleph censurata dall'autorità governativa.
Da sempre critico nei confronti del governo Assad, le sue opere sono state spesso bandite nel suo paese d'origine e ha ricevuto intimidazioni e violenze come la frattura di una mano nel 2012.
Autore di quattro romanzi e di alcune raccolte poetiche, ha ricevuto nel 2013 la Medaglia Nagib Mahfuz per la Letteratura per Non ci sono coltelli nelle cucine di questa città.
È morto a Damasco il 30 settembre 2023 a causa di un infarto.

## Opere

### Romanzi
- Haris al-Khadi'a (1993)
- Dafatir al-Qurbat (2000)
- Elogio dell'odio (Madih al-karahiya, 2006), Milano, Bompiani, 2011 traduzione di Francesca Prevedello ISBN 978-88-452-6714-7.
- Non ci sono coltelli nelle cucine di questa città (La sakakin fi matabikh hadhihi al-madina, 2013), Milano, Bompiani, 2018 traduzione di Francesca Prevedello ISBN 978-88-452-9311-5.
- Morire è un mestiere difficile (Al-maut 'amal shaqq, 2015), Milano, Bompiani, 2019 traduzione di Maria Avino ISBN 978-88-452-9310-8.
- Nessuno ha pregato per loro (Lam yussalli 'alayhim ahad, 2019), Milano, Bompiani, 2021 traduzione di Elena Chiti ISBN 978-88-301-0267-5.
- Nisr 'ala al-Tawelah al-Mojawerah (2022)
- Samak mayet yatanaf qoshour al-Laymoun (2024)